# Фишер, Вера
Ве́ра Фи́шер (порт. Vera Fischer; род. 27 ноября 1951, Блуменау, Санта-Катарина) — бразильская актриса и бывшая фотомодель. Будучи звездой бразильского телевидения, она стала одним из главных секс-символов страны с 1970-х годов, выиграв конкурс «Мисс Бразилия 1969». Позднее начала свою творческую карьеру, снимаясь в кино, а затем перешла на телевидение, где добилась международной популярности, снявшись в многочисленных телесериалах. Обладательница множества наград, включая премию «APCA», премию «Air France» и премию за лучшую женскую роль на Кинофестивале в Бразилиа, а также была номинирована на четыре премии «Troféu Imprensa».

## Биография
Родилась 27 ноября 1951 года в Блуменау, штат Санта-Катарина, в семье немцев. Начала свою карьеру в качестве модели в возрасте 15 лет.
В 1969 году выиграла конкурс красоты «Мисс Бразилия». В начале 1980-х годов также начала работать как актриса в популярных бразильских сериалах, где и приобрела большую популярность. С рождением сына в 1988 году окончательно порвала с модельным бизнесом. Также была известна своей наркозависимостью и проходила лечение с 1997 по 2000 год. В период лечения была лишена родительских прав на воспитание своего единственного сына. Права ей были представлены лишь в марте 2000 года. В том же году провела ряд процедур по омоложению. После этого продолжила свою актёрскую карьеру и первой успешной работой стала роль Элены в сериале Мануэля Карлуша «Семейные узы». Позднее снялась в нескольких других успешных сериалах, как «Клон (2001)» в роли Ивети, укрепив свой талант актрисы.
После окончания сериала «Семейные узы» подписала контракт на работу в сериалах компании «Globo» до 2011 года.

## Избранная фильмография
| Год       |   | Русское название              | Оригинальное название              | Роль                 |
| --------- | - | ----------------------------- | ---------------------------------- | -------------------- |
| 1982      | ф | Любовь, странная любовь       | Amor Estranho Amor                 | Анна                 |
| 1984      | ф | Киломбу                       | Quilombo                           | Ана де Ферру         |
| 1990      | ф | Пятая обезьяна                | The Fifth Monkey                   | миссис Уоттс         |
| 1990      | ф | Сладкий ручей                 | Riacho Doce                        | Эдуарда              |
| 1996      | с | Роковое наследство            | O Rei do Gado                      | Нена Медзенга        |
| 1998      | с | Шальные деньги                | Pecado Capital                     | Лаура                |
| 2000      | с | Семейные узы                  | Laços de Família                   | Элена                |
| 2001—2002 | с | Клон                          | О Clone                            | Ивети Симас / Феррас |
| 2004      | с | Хозяйка судьбы                | Senhora do Destino                 | Вера Робинсон        |
| 2005      | с | Америка                       | América                            | Урсула               |
| 2007      | с | Амазония: Гальвез Чико Мендез | Amazônia: De Galvez a Chico Mendes | Лола                 |
| 2009      | с | Дороги Индии                  | Caminho das Indias                 | Кьяра                |
| 2012      | с | Спаси меня, Святой Георгий    | Salve Jorge                        | Ирина                |
| 2018      | с | Преследование                 | Assédio                            | Хайди                |
| 2018—2019 | с | Зеркало жизни                 | Espelho da Vida                    | Кармо                |
| 2022      | ф | Рождество, полное благодати   | Um Natal Cheio de Graça            | леди София           |
| 2022      | ф | Убери меня с глаз долой       | Me Tira da Mira                    | Антверпия Фокс       |